# 皇后盃全国都道府県対抗女子駅伝競走大会
皇后盃 全国都道府県対抗女子駅伝競走大会（こうごうはい ぜんこくとどうふけんたいこうじょしえきでんきょうそうたいかい）とは毎年1月の第2日曜日（正月3が日に日曜日が重なった場合は1月の第3日曜日）に京都市で開催される駅伝大会である。略称は全国女子駅伝。日本陸上競技連盟主催。京都新聞・NHK共催。

## 概要
1979年に国内初の女子マラソンである東京国際女子マラソンが始まったが日本勢は振るわず、当時の青木半治日本陸連会長が、帖佐寛章専務理事に、「何か策を考えろ」と命じて1983年に第1回大会が開催された。
京都市右京区の西京極陸上競技場からスタートし、五条通・西大路通・北大路通・堀川通・紫明通・烏丸通・丸太町通・東大路通・今出川通・白川通・宝ヶ池公園の計11の通りを通って左京区の国立京都国際会館前を折返し来た道を戻る42.195kmを9人で繋ぐ。アンカーの9区は10kmあり、烏丸・紫明・堀川・北大路・西大路・五条と6つの通りを走りゴール地点の西京極陸上競技場へと向かう。
本大会の優勝チーム（県）には2010年以降皇后盃が賜與の他、京都新聞優勝旗、日本陸連会長杯、NHK杯、文部科学大臣杯が授与される。
日本国内においては、この大会を筆頭にひろしま男子駅伝・大阪国際女子マラソン（大阪で開催）および、別府大分毎日マラソン（大分で開催）まで4週連続でロードレースの開催が続いている。また、この大会の出場選手のうち社会人と高校生の選手は、翌週に開催される選抜女子駅伝北九州大会に一般または高校代表として出場する者もいるほか、2009年まではこのレースの翌月に開催される横浜国際女子駅伝にも出場する選手が少なくなかった。
第1回から一貫して三菱自動車が車両提供を行っている。

## 出場資格
原則として、選手は「日本陸上競技連盟の登記登録者」かつ「日本国籍を有する女子競技者であること」となっている。また出場チームは原則として、現在登録している陸上競技協会（陸協）の都道府県チームからとなる（概ね下記）。
- 中学生・高校生 ： 所属する学校の所在地
- 大学生 ： 「出身高等学校の所在地」「大学所在地」「居住地」の何れか（陸協登録時に選択可）
- 社会人 ： 実業団やクラブ等に加入している場合はその本拠地。個人登録の場合は「本籍地」「居住地」「勤務地」の何れか（陸協登録時に選択可）

### ふるさと選手制度
本大会（及びひろしま男子駅伝）独自の特徴的な制度として、郷土色の濃いレースを演出するための『ふるさと選手制度』が導入されている。社会人・学生競技者は、出身高等学校または出身中学校の所在都道府県から当該年の登録にかかわらず特別に出場することができるという制度であり、これにより大学・社会人選手は生まれ育った都道府県からも概ね出場可能となっている。
制定後に何度か適用基準が見直されており、第26回大会（2008年）で各選手の適用回数上限（4回）が撤廃されたほか、選手の出身中学校と出身高等学校の所在都道府県が異なる場合、出身高校所在地からの出場に限定されていたものが、第28回大会（2010年）以降は出身中学校所在地からの出場も選択可能となった。また、現在は適用年齢制限なし、適用区間は各チーム2区間までとなっている。

### チーム編成
チームは監督1名、選手13名の構成。ジュニアB選手は3区・8区限定での出場。また残り7区間中、ジュニアA選手が3区間以上を走らなければならない。
- ジュニアA選手 ： その年の高校1年生から3年生に該当する年齢の選手
- ジュニアB選手 ： その年の中学2年生または3年生に該当する年齢の選手（即ち、中学1年生は出場不可。かつては『ジュニアB選手』ではなく『中学生』という条件だったため1年生も出場可能で、実際に都大路を走った1年生ランナーもいた。）

大会事務局に登録していた出場予定選手のエントリー変更については、「当該選手が事故や病気などの理由で出場できなくなった場合に限って、1チームにつき2名まで認める」という原則の下に、大会の前日まで受け付けている。その一方で、第42回大会の開催（2024年1月14日）に際しては、大会事務局がこの原則を条件付きで緩和。「出場を予定していた選手が（大会前々週の1月1日に発生した）令和6年能登半島地震（石川県の能登半島沖が『震源』とされる最大震度7の地震）で被災したことを理由に当該選手のエントリー変更を申し出るチームには、県内の帰省先や他県内で被災していた選手を含めて、変更対象選手の総数に上限を設けない」との方針を1月9日に発表していたが、この方針を踏まえてエントリーを変更するチームはなかった。

## コースと各区ごとの特徴
西京極競技場→京都国際会館折り返し→西京極競技場のルートをとる、9区間・42.195kmのコースである。これは全国高校駅伝の男子のコースと同じルートだが、区間編成が異なる。なお1983年から1985年は西京極陸上競技場が京都国体の開催に伴う改修で使用できなかったため、競技場近くの道路が発着点だった。

### 1区（6.0km）
西京極競技場北緯34度59分42.8秒 東経135度42分44.4秒座標: 北緯34度59分42.8秒 東経135度42分44.4秒⇒平野神社前北緯35度1分41.7秒 東経135度43分53.2秒
- 西京極陸上競技場（スタート）→（五条通）→西大路五条→（西大路通）→平野神社前
  - 年末に開催される高校駅伝・女子の1区と同じ区間。
  - 西大路通に入って来ると上り坂が始まり、特に残り1km地点の円町付近からはハードさが一層強まる（競技場から中継所までの高低差約40m）。

1区歴代10傑
| 位 | タイム   | 氏名       | 都道府県・所属     | 年次・順位      |
| -- | -------- | ---------- | ------------------ | --------------- |
| 1  | 18分39秒 | 廣中璃梨佳 | 長崎・JP日本郵政G  | 2020年・区間賞  |
| 2  | 18分41秒 | 五島莉乃   | 石川・資生堂       | 2022年・区間賞  |
| 3  | 18分44秒 | 山中美和子 | 奈良・ダイハツ     | 2003年・区間賞  |
| -  | 18分49秒 | 五島莉乃   | 石川・資生堂       | 2024年・区間賞  |
| 4  | 18分59秒 | 田中希実   | 兵庫・豊田自動織機 | 2022年・区間2位 |
| 5  | 19分00秒 | 永山育美   | 鹿児島・京セラ     | 1998年・区間賞  |
| 5  | 19分00秒 | 上原美幸   | 鹿児島・鹿児島女高 | 2013年・区間賞  |
| 7  | 19分01秒 | 阿蘇品照美 | 熊本・京セラ       | 2003年・区間2位 |
| 8  | 19分02秒 | 小﨑まり   | 京都・ノーリツ     | 2003年・区間3位 |
| -  | 19分03秒 | 山中美和子 | 奈良・ダイハツ     | 2002年・区間賞  |
| 9  | 19分06秒 | 小島江美子 | 埼玉・埼玉栄高     | 1998年・区間2位 |
| 9  | 19分06秒 | 小海遥     | 新潟・第一生命G    | 2023年・区間賞  |

### 2区（4.0km）
平野神社前北緯35度1分41.7秒 東経135度43分53.2秒⇒烏丸鞍馬口北緯35度2分22.3秒 東経135度45分33.4秒
- 平野神社前→（西大路通）→金閣寺道→（北大路通）→北大路堀川→（堀川通）→堀川紫明→（紫明通）→烏丸紫明→（烏丸通）→烏丸鞍馬口
  - 4ヶ所のカーブ（金閣寺道・堀川北大路・堀川紫明・烏丸紫明）と船岡山を回り込む下り坂の攻略が作戦上重要な区間。
  - 混戦から抜け出し、徐々に力の差が出る区間で、しばしばごぼう抜きが見られる。29人抜きというこの大会のごぼう抜き記録は過去2回達成されたが、いずれもこの2区での記録である。

2区歴代10傑
| 位 | タイム   | 氏名       | 都道府県・所属       | 年次・順位      |
| -- | -------- | ---------- | -------------------- | --------------- |
| 1  | 12分07秒 | 小林祐梨子 | 兵庫・豊田自動織機   | 2009年・区間賞  |
| 2  | 12分11秒 | 田中希実   | 兵庫・New Balance    | 2024年・区間賞  |
| 3  | 12分13秒 | 鷲見梓沙   | 愛知・豊川高         | 2015年・区間賞  |
| -  | 12分15秒 | 鷲見梓沙   | 愛知・豊川高         | 2014年・区間賞  |
| -  | 12分18秒 | 小林祐梨子 | 兵庫・須磨学園高     | 2006年・区間賞  |
| 4  | 12分20秒 | 翁田あかり | 岡山・天満屋         | 2014年・区間2位 |
| -  | 12分22秒 | 小林祐梨子 | 兵庫・須磨学園高     | 2007年・区間賞  |
| 5  | 12分22秒 | 木村友香   | 福岡・筑紫女学園高   | 2011年・区間賞  |
| 6  | 12分23秒 | 小林由佳   | 群馬・常磐高         | 2014年・区間3位 |
| 7  | 12分25秒 | 園田聖子   | 福岡・立命館大       | 2014年・区間4位 |
| 7  | 12分25秒 | 和田有菜   | 長野・長野東高       | 2018年・区間賞  |
| 9  | 12分26秒 | 安藤友香   | 愛知・豊川高         | 2012年・区間賞  |
| 10 | 12分27秒 | 熊坂香織   | 山形・スポーツ山形21 | 2005年・区間賞  |

### 3区（3.0km）・ジュニアB（中学生）
烏丸鞍馬口北緯35度2分22.3秒 東経135度45分33.4秒⇒丸太町河原町北緯35度1分2.6秒 東経135度46分0.8秒
- 烏丸鞍馬口→（烏丸通）→烏丸丸太町→（丸太町通）→丸太町河原町
  - 第7回大会以降ジュニアB選手限定区間となった。なだらかな下り坂である（中継所間の高低差約20m）。
  - 烏丸今出川からは暫く、京都御苑を常に左側に見ながらの走行。前半の流れを作る重要な区間で、下りなので8区よりもスピードランナーを配するチームが多い。

3区歴代10傑
| 位 | タイム  | 氏名             | 都道府県・所属     | 年次・順位      |
| -- | ------- | ---------------- | ------------------ | --------------- |
| 1  | 9分02秒 | ドルーリー朱瑛里 | 岡山・津山鶴山中   | 2023年・区間賞  |
| 2  | 9分10秒 | 髙松望ムセンビ   | 大阪・薫英女学院中 | 2013年・区間賞  |
| 2  | 9分10秒 | 南日向           | 千葉・葛飾中       | 2019年・区間賞  |
| 4  | 9分11秒 | 高橋由衣         | 山形・飛鳥中       | 2004年・区間賞  |
| 5  | 9分14秒 | 小林祐梨子       | 兵庫・旭丘中       | 2004年・区間2位 |
| 5  | 9分14秒 | 不破聖衣来       | 群馬・大類中       | 2018年・区間賞  |
| 5  | 9分14秒 | 米澤奈々香       | 静岡・北浜中       | 2019年・区間2位 |
| 8  | 9分15秒 | 山中美和子       | 奈良・香芝中       | 1993年・区間賞  |
| 9  | 9分16秒 | 遠藤蒼依         | 静岡・日大三島中   | 2024年・区間賞  |
| 10 | 9分17秒 | 中川文華         | 埼玉・朝霞三中     | 2012年・区間賞  |
| 10 | 9分17秒 | 阪井空           | 愛知・水無瀬中     | 2019年・区間3位 |

### 4区（4.0km）
丸太町河原町北緯35度1分2.6秒 東経135度46分0.8秒⇒北白川山田町北緯35度2分2.1秒 東経135度47分29.8秒
- 丸太町河原町→（丸太町通）→熊野神社前→（東大路通）→百万遍→（今出川通）→銀閣寺道→（白川通）→北白川山田町
  - コースは全体的にやや登っている（高低差約30m）が、最後はわずかに下っている。
  - 2区同様にカーブが多い（主なカーブは熊野神社前・百万遍・銀閣寺道の3ヶ所）。

4区歴代10傑
| 位 | タイム   | 氏名       | 都道府県・所属     | 年次・順位      |
| -- | -------- | ---------- | ------------------ | --------------- |
| 1  | 12分29秒 | 不破聖衣来 | 群馬・拓殖大       | 2022年・区間賞  |
| 2  | 12分32秒 | 廣中璃梨佳 | 長崎・長崎商業高   | 2018年・区間賞  |
| 3  | 12分34秒 | 米澤奈々香 | 宮城・仙台育英高   | 2022年・区間2位 |
| 4  | 12分40秒 | 木﨑良子   | 京都・ダイハツ     | 2014年・区間賞  |
| 5  | 12分41秒 | 小林祐梨子 | 兵庫・豊田自動織機 | 2011年・区間賞  |
| 6  | 12分43秒 | 小﨑まり   | 京都・ノーリツ     | 2006年・区間賞  |
| 7  | 12分44秒 | 小島江美子 | 埼玉・埼玉栄高     | 1997年・区間賞  |
| 8  | 12分45秒 | 沼田未知   | 埼玉・豊田自動織機 | 2015年・区間賞  |
| -  | 12分47秒 | 廣中璃梨佳 | 長崎・長崎商業高   | 2017年・区間賞  |
| 9  | 12分48秒 | 竹中理沙   | 滋賀・立命館大     | 2012年・区間賞  |
| 9  | 12分48秒 | 森唯我     | 群馬・ヤマダ電機   | 2014年・区間2位 |
| 9  | 12分48秒 | 宮田佳菜代 | 愛知・ユタカ技研   | 2014年・区間2位 |

### 5区（4.1075km）
北白川山田町北緯35度2分2.1秒 東経135度47分29.8秒⇒国際会館前北緯35度3分51.3秒 東経135度47分4.3秒（折り返し）
- 北白川山田町→（白川通）→叡山・宝ヶ池北→（宝ヶ池通）→京都国際会館前（折り返し）
  - 登りの多い区間（高低差約25m）で、中間点付近には叡山電鉄の跨線橋があり、ここの登り下りが、この区間の最大の攻略ポイントである。
  - 比叡山近くを走るので時には「比叡颪」と言われる強い風が吹く事も。

5区歴代10傑
| 位 | タイム   | 氏名       | 都道府県・所属     | 年次・順位      |
| -- | -------- | ---------- | ------------------ | --------------- |
| 1  | 12分45秒 | 山﨑りさ   | 千葉・日本体育大   | 2024年・区間賞  |
| 2  | 12分52秒 | 池野絵莉   | 兵庫・須磨学園高   | 2024年・区間2位 |
| 3  | 12分53秒 | 五十嵐妙子 | 宮城・仙台育英高   | 1995年・区間賞  |
| 3  | 12分53秒 | 三原梓     | 京都・立命館宇治高 | 2020年・区間賞  |
| 5  | 12分55秒 | 渡部博子   | 京都・ワコール     | 1992年・区間賞  |
| 6  | 12分57秒 | 青木奈波   | 京都・立命館宇治高 | 2012年・区間賞  |
| 6  | 12分57秒 | 道清愛紗   | 兵庫・須磨学園高   | 2022年・区間賞  |
| 6  | 12分57秒 | 森安桃風   | 広島・銀河学院高   | 2024年・区間3位 |
| 9  | 12分58秒 | 関紅葉     | 京都・立命館宇治高 | 2014年・区間賞  |
| 9  | 12分58秒 | 木村梨七   | 宮城・仙台育英高   | 2020年・区間2位 |
| 9  | 12分58秒 | 芦田和佳   | 京都・立命館宇治高 | 2025年・区間賞  |

### 6区（4.0875km）
国際会館前北緯35度3分51.3秒 東経135度47分4.3秒
⇒北白川別当町北緯35度2分2.1秒 東経135度47分29.8秒
- 京都国際会館前→（宝池通）→叡山・宝ヶ池北→（白川通）→北白川別当町
  - 5区をほぼ逆走する。ゆえに直前の区間とは対照的に下りの多い区間（高低差約25m）で、5区同様叡山電鉄をまたぐ跨線橋のアップダウンがある。
  - 比叡颪が強く吹くときにはこの区間では追い風となる。

6区歴代10傑
| 位 | タイム   | 氏名       | 都道府県・所属     | 年次・順位      |
| -- | -------- | ---------- | ------------------ | --------------- |
| 1  | 12分37秒 | 筒井咲帆   | 群馬・ヤマダ電機   | 2016年・区間賞  |
| 2  | 12分39秒 | 菅野七虹   | 京都・立命館宇治高 | 2011年・区間賞  |
| 3  | 12分40秒 | 菅華都紀   | 岡山・興譲館高     | 2011年・区間2位 |
| 4  | 12分42秒 | 赤松眞弘   | 岡山・興譲館高     | 2010年・区間賞  |
| 4  | 12分42秒 | 関根花観   | 愛知・豊川高       | 2014年・区間賞  |
| 6  | 12分43秒 | 藤田真弓   | 長崎・十八銀行     | 2006年・区間賞  |
| 7  | 12分44秒 | 松井千加子 | 広島・鈴峯女子高   | 1991年・区間賞  |
| 7  | 12分44秒 | 大西ひかり | 兵庫・須磨学園高   | 2019年・区間賞  |
| 9  | 12分45秒 | 竹中理沙   | 京都・立命館宇治高 | 2008年・区間賞  |
| 9  | 12分45秒 | 内藤早紀子 | 千葉・パナソニック | 2019年・区間2位 |

### 7区（4.0km）
北白川別当町北緯35度2分2.1秒 東経135度47分29.8秒
⇒丸太町寺町北緯35度1分2.6秒 東経135度46分0.8秒
- 北白川別当町→（白川通）→銀閣寺道→（今出川通）→百万遍→（東大路通）→熊野神社前→（丸太町通）→丸太町寺町
  - コースは全体的にやや下っている（最高点からの高低差約30m）。
  - 行きの2区・4区同様に交差点を多く通るので、カーブの攻略が作戦上重要な区間。

7区歴代10傑
| 位 | タイム   | 氏名       | 都道府県・所属     | 年次・順位     |
| -- | -------- | ---------- | ------------------ | -------------- |
| 1  | 12分21秒 | 小島一恵   | 京都・立命館大     | 2007年・区間賞 |
| 1  | 12分21秒 | 村松結     | 京都・立命館宇治高 | 2020年・区間賞 |
| 3  | 12分22秒 | 伊藤紋     | 京都・立命館宇治高 | 2008年・区間賞 |
| 4  | 12分23秒 | 松田瑞生   | 大阪・薫英女学院高 | 2013年・区間賞 |
| 5  | 12分24秒 | 大塚茜     | 長崎・十八銀行     | 2000年・区間賞 |
| 5  | 12分24秒 | 中新井美波 | 兵庫・須磨学園高   | 2010年・区間賞 |
| -  | 12分26秒 | 伊藤紋     | 京都・立命館宇治高 | 2009年・区間賞 |
| 7  | 12分27秒 | 浦田佳小里 | 岡山・天満屋       | 2006年・区間賞 |
| 7  | 12分27秒 | 樽本知夏   | 兵庫・須磨学園高   | 2018年・区間賞 |
| 9  | 12分28秒 | 石橋美穂   | 京都・ワコール     | 1991年・区間賞 |
| 10 | 12分29秒 | 佐藤あゆみ | 宮城・日本ケミコン | 1994年・区間賞 |
| 10 | 12分29秒 | 三田有貴子 | 千葉・市立船橋高   | 1994年・区間賞 |

### 8区（3.0km）・ジュニアB（中学生）
丸太町寺町北緯35度1分2.6秒 東経135度46分0.8秒⇒烏丸紫明北緯35度2分22.3秒 東経135度45分33.4秒
- 丸太町寺町→（丸太町通）→烏丸丸太町→（烏丸通）→烏丸紫明
  - 3区とともに第7回大会以降はジュニアB選手限定区間である。3区を逆方向に走る後半が連続の上り区間である（中継所間の高低差約20m）ため、9分台の記録は、過去第7回～34回大会で延べ12人が記録したのみである（久馬萌が2回記録したので人数は10人）。
  - 長らく9分45秒というジュニアB選手限定区間になる前の（第6回大会）高校生（吉田直美：京都網野高）の記録を更新できなかったが、ついに2009年の第27回大会で京都の中学生久馬萌によって、21年目にして中学生としての驚異的なタイムをもって区間記録が塗り替えられた。2016年の第34回大会で同じく京都の中学生村尾綾香がタイ記録で走った。
  - 烏丸丸太町から北上する際に北山からの向い風が吹く事も。

8区歴代10傑
| 位 | タイム  | 氏名       | 都道府県・所属                | 年次・順位      |
| -- | ------- | ---------- | ----------------------------- | --------------- |
| 1  | 9分30秒 | 川西みち   | 福岡・永犬丸中                | 2022年・区間賞  |
| 2  | 9分41秒 | 久馬萌     | 京都・綾部中                  | 2009年・区間賞  |
| 2  | 9分41秒 | 村尾綾香   | 京都・桂中                    | 2016年・区間賞  |
| 2  | 9分41秒 | 男乕結衣   | 宮城・五城中                  | 2024年・区間賞  |
| 5  | 9分42秒 | 石松愛朱加 | 兵庫・浜の宮中                | 2018年・区間賞  |
| 5  | 9分42秒 | 山田祐実   | 京都・加茂川中                | 2022年・区間2位 |
| 7  | 9分43秒 | 木戸望乃実 | 福島・石川中                  | 2023年・区間賞  |
| 8  | 9分44秒 | 磯陽向     | 栃木・厚崎中                  | 2023年・区間2位 |
| 9  | 9分46秒 | 田中結女   | 静岡・富士岡中                | 2010年・区間賞  |
| 9  | 9分46秒 | 田中希実   | 兵庫・小野南中                | 2014年・区間賞  |
| 9  | 9分46秒 | 源代恵麻   | 愛媛・NiihamaT&F (新居浜南中) | 2025年・区間賞  |

### 9区（10.0km）
烏丸紫明北緯35度2分22.3秒 東経135度45分33.4秒⇒西京極競技場北緯34度59分42.8秒 東経135度42分44.4秒座標: 北緯34度59分42.8秒 東経135度42分44.4秒
- 烏丸紫明→（紫明通）→堀川紫明→（堀川通）→堀川北大路→（北大路通）→金閣寺道→（西大路通）→西大路五条→（五条通）→西京極競技場（ゴール）
  - 行きの1区と2区をあわせた区間の逆方向である。アップダウンが多い（2km過ぎまで25mほど登り、ゴールまでは約70m下っている）。
  - 前半は2区の決め手とも言われるカーブの位置取りと船岡山を回り込む上り坂、後半は1区の決め手とも言われる坂の走り方が其々、重要視される。
  - 本駅伝の最長区間でもあり、世界へと羽ばたいていくランナーが多数この区間から誕生するため注目される。有森裕子、真木和、高橋尚子、野口みずき、川上優子、千葉真子などのオリンピック女子マラソンや女子10000mの出場選手のほとんどがこの9区経験者である。

9区歴代10傑
| 位 | タイム   | 氏名         | 都道府県・所属                            | 年次・順位      |
| -- | -------- | ------------ | ----------------------------------------- | --------------- |
| 1  | 30分52秒 | 福士加代子   | 青森・ワコール                            | 2004年・区間賞  |
| 2  | 30分57秒 | 新谷仁美     | 東京・東京陸協                            | 2020年・区間賞  |
| 3  | 31分01秒 | 川上優子     | 熊本・沖電気宮崎                          | 1997年・区間賞  |
| -  | 31分03秒 | 福士加代子   | 青森・ワコール                            | 2010年・区間賞  |
| -  | 31分06秒 | 新谷仁美     | 東京・NTTC                                | 2019年・区間賞  |
| 4  | 31分08秒 | 鈴木亜由子   | 愛知・JP日本郵政G                         | 2019年・区間2位 |
| -  | 31分17秒 | 新谷仁美     | 千葉・ユニバーサル エンターテインメントAC | 2013年・区間賞  |
| 5  | 31分18秒 | 関根花観     | 東京・JP日本郵政G                         | 2016年・区間賞  |
| 6  | 31分22秒 | 松田瑞生     | 大阪・ダイハツ                            | 2023年・区間賞  |
| -  | 31分24秒 | 福士加代子   | 京都・ワコール                            | 2002年・区間賞  |
| 7  | 31分27秒 | 廣中璃梨佳   | 長崎・JP日本郵政G                         | 2022年・区間賞  |
| -  | 31分30秒 | 鈴木亜由子   | 愛知・JP日本郵政G                         | 2016年・区間2位 |
| 8  | 31分31秒 | 千葉真子     | 京都・旭化成                              | 1997年・区間2位 |
| -  | 31分32秒 | 福士加代子   | 京都・ワコール                            | 2006年・区間賞  |
| 9  | 31分35秒 | 小鳥田貴子   | 広島・デオデオ                            | 2003年・区間賞  |
| 10 | 31分38秒 | 朝比奈三代子 | 宮崎・旭化成                              | 1989年・区間賞  |
| 10 | 31分38秒 | 小原怜       | 岡山・天満屋                              | 2018年・区間賞  |
| 10 | 31分38秒 | 安藤友香     | 京都・ワコール                            | 2022年・区間2位 |

## 大会記録
- 2時間14分55秒 第31回（2013年）

神奈川（青山瑠衣・秋山桃子・佐藤成葉・松山祥子・出水田眞紀・森田香織・森田詩織・木下友梨菜・吉川美香）

### 優勝チーム
優勝タイム は（当時の）大会記録、 -数字- は回数。
| 回 | 開催日        | 優勝                                               | 優勝タイム                                         | 2位                                                | 3位                                                |
| -- | ------------- | -------------------------------------------------- | -------------------------------------------------- | -------------------------------------------------- | -------------------------------------------------- |
| 01 | 1983年1月23日 | 千葉県                                             | 2時間29分02秒                                      | 京都府                                             | 兵庫県                                             |
| 02 | 1984年1月22日 | 京都府                                             | 2時間27分14秒                                      | 千葉県                                             | 兵庫県                                             |
| 03 | 1985年1月20日 | 千葉県 -2-                                         | 2時間25分32秒                                      | 茨城県                                             | 鹿児島県                                           |
| 04 | 1986年1月19日 | 鹿児島県                                           | 2時間22分59秒                                      | 大阪府                                             | 神奈川県                                           |
| 05 | 1987年1月18日 | 神奈川県                                           | 2時間23分05秒                                      | 熊本県                                             | 鹿児島県                                           |
| 06 | 1988年1月17日 | 京都府 -2-                                         | 2時間20分25秒                                      | 神奈川県                                           | 鹿児島県                                           |
| 07 | 1989年1月16日 | 京都府 -3-                                         | 2時間18分41秒                                      | 鹿児島県                                           | 熊本県                                             |
| 08 | 1990年1月14日 | 京都府 -4-                                         | 2時間17分17秒                                      | 熊本県                                             | 福岡県                                             |
| 09 | 1991年1月13日 | 京都府 -5-                                         | 2時間16分01秒                                      | 千葉県                                             | 熊本県                                             |
| 10 | 1992年1月12日 | 京都府 -6-                                         | 2時間17分55秒                                      | 千葉県                                             | 広島県                                             |
| 11 | 1993年1月17日 | 大阪府                                             | 2時間19分15秒                                      | 京都府                                             | 広島県                                             |
| 12 | 1994年1月16日 | 千葉県 -3-                                         | 2時間18分04秒                                      | 宮城県                                             | 熊本県                                             |
| 13 | 1995年1月16日 | 宮城県                                             | 2時間17分50秒                                      | 京都府                                             | 千葉県                                             |
| 14 | 1996年1月14日 | 京都府 -7-                                         | 2時間17分19秒                                      | 宮城県                                             | 熊本県                                             |
| 15 | 1997年1月12日 | 熊本県                                             | 2時間15分19秒                                      | 京都府                                             | 福岡県                                             |
| 16 | 1998年1月11日 | 埼玉県                                             | 2時間16分54秒                                      | 京都府                                             | 熊本県                                             |
| 17 | 1999年1月17日 | 福岡県                                             | 2時間18分16秒                                      | 兵庫県                                             | 埼玉県                                             |
| 18 | 2000年1月16日 | 長崎県                                             | 2時間17分19秒                                      | 愛知県                                             | 福岡県                                             |
| 19 | 2001年1月14日 | 兵庫県                                             | 2時間17分57秒                                      | 千葉県                                             | 京都府                                             |
| 20 | 2002年1月13日 | 京都府 -8-                                         | 2時間15分55秒                                      | 長崎県                                             | 福岡県                                             |
| 21 | 2003年1月12日 | 兵庫県 -2-                                         | 2時間16分02秒                                      | 京都府                                             | 長崎県                                             |
| 22 | 2004年1月11日 | 兵庫県 -3-                                         | 2時間16分18秒                                      | 神奈川県                                           | 京都府                                             |
| 23 | 2005年1月16日 | 京都府 -9-                                         | 2時間16分22秒                                      | 兵庫県                                             | 山形県                                             |
| 24 | 2006年1月15日 | 京都府 -10-                                        | 2時間15分26秒                                      | 埼玉県                                             | 長崎県                                             |
| 25 | 2007年1月14日 | 京都府 -11-                                        | 2時間17分03秒                                      | 岡山県                                             | 兵庫県                                             |
| 26 | 2008年1月13日 | 京都府 -12-                                        | 2時間14分58秒                                      | 兵庫県                                             | 岡山県                                             |
| 27 | 2009年1月11日 | 京都府 -13-                                        | 2時間15分39秒                                      | 岡山県                                             | 兵庫県                                             |
| 28 | 2010年1月17日 | 岡山県                                             | 2時間16分24秒                                      | 千葉県                                             | 京都府                                             |
| 29 | 2011年1月16日 | 京都府 -14-                                        | 2時間17分16秒                                      | 岡山県                                             | 福岡県                                             |
| 30 | 2012年1月15日 | 大阪府 -2-                                         | 2時間16分37秒                                      | 京都府                                             | 千葉県                                             |
| 31 | 2013年1月13日 | 神奈川県 -2-                                       | 2時間14分55秒                                      | 兵庫県                                             | 大阪府                                             |
| 32 | 2014年1月12日 | 京都府 -15-                                        | 2時間15分32秒                                      | 群馬県                                             | 岡山県                                             |
| 33 | 2015年1月11日 | 大阪府 -3-                                         | 2時間17分26秒                                      | 京都府                                             | 兵庫県                                             |
| 34 | 2016年1月17日 | 愛知県                                             | 2時間16分02秒                                      | 兵庫県                                             | 群馬県                                             |
| 35 | 2017年1月15日 | 京都府 -16-                                        | 2時間17分45秒                                      | 岡山県                                             | 千葉県                                             |
| 36 | 2018年1月14日 | 兵庫県 -4-                                         | 2時間15分28秒                                      | 京都府                                             | 長崎県                                             |
| 37 | 2019年1月13日 | 愛知県 -2-                                         | 2時間15分43秒                                      | 京都府                                             | 大阪府                                             |
| 38 | 2020年1月12日 | 京都府 -17-                                        | 2時間16分15秒                                      | 宮城県                                             | 東京都                                             |
| 39 | 2021年1月17日 | 新型コロナウイルスによる感染拡大防止のため大会中止 | 新型コロナウイルスによる感染拡大防止のため大会中止 | 新型コロナウイルスによる感染拡大防止のため大会中止 | 新型コロナウイルスによる感染拡大防止のため大会中止 |
| 40 | 2022年1月16日 | 京都府 -18-                                        | 2時間15分05秒                                      | 福岡県                                             | 宮城県                                             |
| 41 | 2023年1月15日 | 大阪府 -4-                                         | 2時間15分48秒                                      | 京都府                                             | 福岡県                                             |
| 42 | 2024年1月14日 | 宮城県 -2-                                         | 2時間16分30秒                                      | 京都府                                             | 広島県                                             |
| 43 | 2025年1月12日 | 京都府 -19-                                        | 2時間15分26秒                                      | 大阪府                                             | 福岡県                                             |

| 都道府県 | 優勝 | 2位 | 3位 |
| 京都府   | 19   | 12  | 3   |
| 兵庫県   | 4    | 5   | 5   |
| 大阪府   | 4    | 1   | 2   |
| 千葉県   | 3    | 5   | 3   |
| 宮城県   | 2    | 3   | 1   |
| 神奈川県 | 2    | 2   | 1   |
| 愛知県   | 2    | 1   | 0   |
| 岡山県   | 1    | 4   | 2   |
| 熊本県   | 1    | 2   | 5   |
| 福岡県   | 1    | 1   | 6   |
| 長崎県   | 1    | 1   | 3   |
| 鹿児島県 | 1    | 1   | 3   |
| 埼玉県   | 1    | 1   | 1   |
| 群馬県   | 0    | 1   | 1   |
| 茨城県   | 0    | 1   | 0   |
| 広島県   | 0    | 0   | 3   |
| 山形県   | 0    | 0   | 1   |
| 東京都   | 0    | 0   | 1   |

### 都道府県別最高成績
| 都道府県 | 最高順位           | 最高タイム              |
| -------- | ------------------ | ----------------------- |
| 北海道   | 15位（第25回）     | 2時間20分10秒（第34回） |
| 青森県   | 17位（第2回）      | 2時間21分02秒（第28回） |
| 岩手県   | 18位（第2回）      | 2時間20分43秒（第31回） |
| 宮城県   | 1位（第13回、他）  | 2時間15分42秒（第40回） |
| 秋田県   | 22位（第17回、他） | 2時間21分44秒（第34回） |
| 山形県   | 3位（第23回）      | 2時間17分49秒（第23回） |
| 福島県   | 4位（第17回）      | 2時間17分58秒（第40回） |
| 茨城県   | 2位（第3回）       | 2時間19分37秒（第25回） |
| 栃木県   | 10位（第15回）     | 2時間20分05秒（第20回） |
| 群馬県   | 2位（第32回）      | 2時間15分39秒（第32回） |
| 埼玉県   | 1位（第16回）      | 2時間16分29秒（第24回） |
| 千葉県   | 1位（第1回、他）   | 2時間15分46秒（第31回） |
| 東京都   | 3位（第38回）      | 2時間16分36秒（第38回） |
| 神奈川県 | 1位（第5回、他）   | 2時間14分55秒（第31回） |
| 新潟県   | 11位（第30回）     | 2時間19分39秒（第30回） |
| 富山県   | 14位（第3回）      | 2時間20分39秒（第31回） |
| 石川県   | 10位（第8回）      | 2時間22分06秒（第20回） |
| 福井県   | 15位（第30回）     | 2時間20分24秒（第28回） |
| 山梨県   | 11位（第33回）     | 2時間20分00秒（第33回） |
| 長野県   | 4位（第38回）      | 2時間16分37秒（第38回） |
| 岐阜県   | 13位（第14回）     | 2時間20分27秒（第31回） |
| 静岡県   | 5位（第31回）      | 2時間16分36秒（第31回） |
| 愛知県   | 1位（第34回、他）  | 2時間15分43秒（第37回） |
| 三重県   | 6位（第5回）       | 2時間19分49秒（第31回） |
| 滋賀県   | 12位（第28回）     | 2時間18分53秒（第28回） |
| 京都府   | 1位（第2回、他）   | 2時間14分58秒（第26回） |
| 大阪府   | 1位（第11回、他）  | 2時間15分24秒（第31回） |
| 兵庫県   | 1位（第19回、他）  | 2時間15分18秒（第31回） |
| 奈良県   | 12位（第10回）     | 2時間21分54秒（第12回） |
| 和歌山県 | 5位（第4回）       | 2時間21分18秒（第25回） |
| 鳥取県   | 12位（第13回）     | 2時間21分17秒（第13回） |
| 島根県   | 23位（第30回）     | 2時間20分53秒（第31回） |
| 岡山県   | 1位（第28回）      | 2時間16分13秒（第32回） |
| 広島県   | 3位（第10回、他）  | 2時間17分23秒（第42回） |
| 山口県   | 7位（第7回）       | 2時間19分16秒（第34回） |
| 徳島県   | 12位（第29回）     | 2時間20分13秒（第42回） |
| 香川県   | 13位（第21回）     | 2時間20分40秒（第21回） |
| 愛媛県   | 8位（第14回）      | 2時間20分12秒（第34回） |
| 高知県   | 16位（第36回）     | 2時間20分18秒（第36回） |
| 福岡県   | 1位（第17回）      | 2時間15分25秒（第40回） |
| 佐賀県   | 11位（第15回）     | 2時間20分36秒（第15回） |
| 長崎県   | 1位（第18回）      | 2時間16分42秒（第36回） |
| 熊本県   | 1位（第15回）      | 2時間15分19秒（第15回） |
| 大分県   | 10位（第33回）     | 2時間19分41秒（第33回） |
| 宮崎県   | 4位（第7回、他）   | 2時間17分26秒（第25回） |
| 鹿児島県 | 1位（第4回）       | 2時間17分04秒（第38回） |
| 沖縄県   | 36位（第12回）     | 2時間25分20秒（第16回） |

### 功労者
全国女子駅伝事務局は第15回記念事業の一環として、この駅伝大会で都大路を走り、オリンピック（マラソン・長距離走）に出場した選手の計18名を功労者に選んでいる。なお、1997年に表彰されたものであるため、2000年に開催されたシドニーオリンピック代表以降の出場者は含まれていない。
メンバーは以下の通りで、括弧内は主にエントリーしていた都道府県である。
- 1984年ロサンゼルスオリンピック代表
  - 佐々木七恵（岩手県）
  - 増田明美（千葉県）
- 1988年ソウルオリンピック代表
  - 浅井えり子（東京都）
  - 荒木久美（鹿児島県）
  - 宮原美佐子（宮崎県）
  - 松野明美（熊本県）
- 1992年バルセロナオリンピック・1996年アトランタオリンピック両代表
  - 有森裕子（岡山県）
  - 真木和（愛媛県・京都府）
  - 鈴木博美（千葉県）
- 1992年バルセロナオリンピック代表
  - 山下佐知子（鳥取県・鹿児島県）
  - 小鴨由水（兵庫県）
  - 五十嵐美紀（群馬県）
- 1996年アトランタオリンピック代表
  - 浅利純子（秋田県）
  - 千葉真子（京都府）
  - 川上優子（熊本県）
  - 志水見千子（京都府・東京都）
  - 弘山晴美（徳島県）
  - 市川良子（山口県）

## 中継
NHK共催（1983年から1996年までは後援、1997年から共催）の大会であり、1983年の第1回大会から総合テレビ（2022年以降はNHKプラスと同時）、1984年の第2回大会からラジオ第1放送で中継が毎年行われている。また、2009年までは衛星放送でも放送されていた。2024年の第42回大会は能登半島地震に伴う非常放送体制に伴い、テレビ放送では一部時間帯でマルチ編成を行い、サブチャンネルにて放送した。
駅伝、マラソンの中継がテレビ、ラジオともNHKで行われているのは他に全国高校駅伝がある。かっては、びわ湖毎日マラソン、福岡国際マラソンでも行われていた。
NHKで中継するのは、この大会が男子のフルマラソンだった京都マラソン（現在開催されている市民マラソンの京都マラソンとの関連性はない）を発展的に解消しこの大会が制定されたからである。この京都マラソンはテレビ中継はなくラジオ第1放送で全国に中継された。
テレビの解説者は、かつては沢木啓祐、豊岡示朗など大学教授らが務めていた。なお最近の中継状況は以下の通りであり、テレビは金哲彦（ニッポンランナーズ理事長、東京経済大学陸上部アドバイザリーコーチ）、ラジオは梶原洋子（文教大学教育学部教授）の解説が定着していたが、2011年以降はラジオの解説を山中美和子（ダイハツ陸上競技部コーチ、第1区区間記録保持者）が担当した。実況は大阪局所属のスポーツ担当アナウンサーが務めるケースが多い。
1993年（第11回）大会
- テレビ - 解説：梶原洋子／ゲスト：山本佳子／実況：松本一路
- ラジオ - 解説：浜田安則（日本陸連強化本部委員）／実況：福澤浩行

1994年（第12回）大会
- テレビ - 解説：梶原洋子／ゲスト：鈴木従道／実況：松本一路
- ラジオ - 解説：荻野由信（宇治高陸上部監督）／実況：小野塚康之

1995年（第13回）大会
- テレビ - 解説：梶原洋子／実況：森中直樹
- ラジオ - 解説：渡辺敏彦（市立船橋高陸上部監督）／実況：福澤浩行

1996年（第14回）大会
- テレビ - 解説：梶原洋子／ゲスト：宮原美佐子／実況：森中直樹
- ラジオ - 解説：鈴木従道／実況：高山典久

1997年（第15回）大会
- テレビ - 解説：梶原洋子／ゲスト：有森裕子、増田明美／実況：高山典久
- ラジオ - 解説：渡辺敏彦／実況：福澤浩行

1998年（第16回）大会
- テレビ - 解説：梶原洋子／実況：高山典久
- ラジオ - 解説：山下佐知子／実況：佐塚元章

1999年（第17回）大会
- テレビ - 解説：梶原洋子／実況：森中直樹
- ラジオ - 解説：金哲彦／実況：松本一路

2000年（第18回）大会
- テレビ - 解説：梶原洋子／実況：小野塚康之
- ラジオ - 解説：金哲彦／実況：松本一路

2001年（第19回）大会
- テレビ - 解説：金哲彦／ゲスト：高橋尚子／実況：森中直樹
- ラジオ - 解説：梶原洋子／実況：松本一路

2002年（第20回）大会
- テレビ - 解説：金哲彦／ゲスト：鈴木博美／実況：石川洋
- ラジオ - 解説：山下佐知子／実況：斎藤洋一郎

2003年（第21回）大会
- テレビ - 解説：鈴木秀夫／実況：道谷眞平
- ラジオ - 解説：梶原洋子／実況：広坂安伸

2004年（第22回）大会
- テレビ - 解説：金哲彦／ゲスト：高橋千恵美／実況：道谷眞平
- ラジオ - 解説：梶原洋子／実況：斎藤洋一郎

2005年（第23回）大会
- テレビ - 解説：金哲彦／ゲスト：野口みずき／実況：冨坂和男
- ラジオ - 解説：梶原洋子／実況：藤本憲司

2006年（第24回）大会
- テレビ - 解説：金哲彦／実況：竹林宏
  - 総合・デジタル総合・衛星ハイビジョン・NHKワールドプレミアムで中継、総合テレビ、NHKワールドプレミアムは16:9のレターボックス形式で放送
- ラジオ - 解説：梶原洋子／実況：田中崇裕

2007年（第25回）大会
- テレビ - 解説：金哲彦／ゲスト：野口みずき／実況：竹林宏
  - 総合・デジタル総合・衛星ハイビジョン・NHKワールドプレミアムで中継、総合テレビ、NHKワールドプレミアムは14:9の画像サイズで放送（以後2009年・第27回大会まで同様）
- ラジオ - 解説：梶原洋子／実況：田代純

2008年（第26回）大会
- テレビ - 解説：金哲彦／ゲスト：土佐礼子／実況：秋山浩志
- ラジオ - 解説：梶原洋子／実況：松野靖彦

2009年（第27回）大会
- テレビ - 解説：金哲彦／ゲスト：高橋尚子／実況：田中崇裕
- ラジオ - 解説：梶原洋子／実況：田代純

2010年（第28回）大会
- テレビ - 解説：金哲彦／実況：石川洋
  - 総合・デジタル総合・NHKワールドプレミアムで中継、総合テレビ、NHKワールドプレミアムは14:9の画像サイズで放送
- ラジオ - 解説：梶原洋子／実況：坂梨哲士

2011年（第29回）大会
- テレビ - 解説：金哲彦／実況：広坂安伸
  - 総合・デジタル総合・NHKワールドプレミアムで中継、総合テレビ、NHKワールドプレミアムは16:9の画像サイズで放送
- ラジオ - 解説：山中美和子／実況：田代純

2012年（第30回）大会
- テレビ - 解説：金哲彦・有森裕子／実況：田中崇裕
- （デジタル）総合・NHKワールドプレミアムで中継。NHKワールドプレミアムは16:9の画像サイズで放送
- ラジオ - 解説：山中美和子／実況：塚本貴之

2013年（第31回）大会
- テレビ - 解説：金哲彦／実況：三瓶宏志
- （デジタル）総合・NHKワールドプレミアムで中継。
- ラジオ - 解説：山中美和子／実況：伊藤慶太

2014年（第32回）大会
- テレビ - 解説：金哲彦／実況：渡辺憲司
- （デジタル）総合・NHKワールドプレミアムで中継。
- ラジオ - 解説：鯉川なつえ／実況：松野靖彦

2015年（第33回）大会
- テレビ - 解説：金哲彦／実況：伊藤慶太
- （デジタル）総合・NHKワールドプレミアムで中継。
- ラジオ - 解説：鯉川なつえ／実況：早瀬雄一

2016年（第34回）大会
- テレビ - 解説：金哲彦・小林祐梨子／実況：渡辺憲司
- （デジタル）総合・NHKワールドプレミアムで中継。
- ラジオ - 解説：山中美和子／実況：星野圭介

2017年（第35回）大会
- テレビ - 解説：金哲彦・小林祐梨子／実況：太田雅英
- （デジタル）総合・NHKワールドプレミアムで中継。
- ラジオ - 解説：山中美和子／実況：広坂安伸

2018年（第36回）大会
- テレビ - 解説：金哲彦・小林祐梨子／実況：星野圭介
- （デジタル）総合・NHKワールドプレミアムで中継。
- ラジオ - 解説：鯉川なつえ／実況：筒井亮太郎

2019年（第37回）大会
- テレビ - 解説：金哲彦・小林祐梨子／実況：冨坂和男
- （デジタル）総合・NHKワールドプレミアムで中継。
- ラジオ - 解説：鯉川なつえ／実況：筒井亮太郎

2020年（第38回）大会
- テレビ - 解説：金哲彦・小林祐梨子／実況：冨坂和男
- （デジタル）総合・NHKワールドプレミアムで中継。
- ラジオ - 解説：鯉川なつえ／実況：稲垣秀人

2022年（第40回）大会
- テレビ - 解説：金哲彦・小林祐梨子／実況：稲垣秀人
- （デジタル）総合・NHKワールドプレミアムで中継。
- ラジオ - 解説：鯉川なつえ／実況：横山哲也

2023年（第41回）大会
- テレビ - 解説：金哲彦・小林祐梨子／実況：坂梨哲士
- （デジタル）総合・NHKワールドプレミアムで中継。
- ラジオ - 解説：鯉川なつえ／実況：鳥海貴樹

2024年（第42回）大会
- テレビ - 解説：小林祐梨子・福士加代子／実況：伊藤慶太
- （デジタル）総合・NHKワールドプレミアムで中継。
- ラジオ - 解説：鯉川なつえ／実況：北嶋右京

2025年（第43回）大会
- テレビ - 解説：小林祐梨子／実況：塚本貴之
- （デジタル）総合・NHKワールドプレミアムで中継。
- ラジオ - 解説：吉川美香／実況：三瓶宏志

### 視聴率
1984年の第2回大会では、関東地区のテレビ視聴率が36.9%を記録した（ビデオリサーチ調べ）。この記録は箱根駅伝中継の歴代最高視聴率をも上回る、過去の駅伝中継では最高であるほか、女子ロードレース中継全体としても高橋尚子が金メダルを獲得した2000年のシドニーオリンピック女子マラソンの40.6%に次ぐ記録である。

## 大会テーマ曲
大会イメージソングとして第10回大会以来『美しい日々』（唄：小坂明子）が使われていたが、第20回大会を記念して新たに花*花による『涙のチカラ』が制作された。この曲は『みんなのうた』でも放送された他（アニメーション：南家こうじ）、花*花が音楽活動を休止していた時期も継続して使用されていた。

## 関連書籍
- 『美しい日々 熱走のドラマ 全国女子駅伝10周年記念誌』（全国都道府県対抗女子駅伝競走大会第10回記念大会企画委員会 編、京都新聞社、1992年4月、ISBN 978-4763802965）